# Cucut paó
El cucut paó (Dromococcyx pavoninus) és una espècie d'ocell de la família dels cucúlids (Cuculidae) que habita la selva humida de Veneçuela, Guyana, Guaiana Francesa, est de l'Equador i del Perú, gran part del Brasil, nord i est de Bolívia, el Paraguai i nord-est de l'Argentina.